# Marco Pedrini
Pas d'image ? Cliquez ici
Marco Pedrini, né en 1958 dans le canton du Tessin et mort en août 1986 aux Drus, est un grimpeur et alpiniste suisse.
Il a réalisé les premières en libre de voies difficiles dans le massif du Mont-Blanc, ainsi que la première en solitaire du Cerro Torre en 1985.

## Ascensions marquantes
- Première hivernale de la voie Cassin en face nord-est du Piz Badile avec Danilo Gianinazzi et Michel Piola
- 11 juillet 1982 : première en libre du pilier Bonatti (pilier sud-ouest des Drus) avec Claudio Camerani.
- 9 juillet 1983 : première en libre de la Directissime Américaine en face ouest des Drus avec Sergio Vicari[1], avec quelques points d'aide[2]
- 21 juillet 1983 : première en libre de la variante Panoramix au Grand Capucin avec Sergio Vicari
- 26 novembre 1985 : première solitaire du Cerro Torre[3],[4] par la voie du compresseur. Cette première a été filmée et a fait l'objet d'un film  de référence dans le milieu de l'alpinisme : Cerro Torre Cumbre.

Son corps est retrouvé en août 1986, au pied de la face ouest des Drus. Il a vraisemblablement chuté probablement en redescendant en rappel après une ascension en solitaire de la directe américaine.

## Filmographie
- Cerro Torren Cumbre (1985) de Fulvio Mariani
- Orizzonte Avventure : Marco Pedrini un talento in verticale de Gianluigi Quarti